# Distyliopsis laurifolia
Distyliopsis laurifolia är en trollhasselart som först beskrevs av William Botting Hemsley, och fick sitt nu gällande namn av P.K. Endress. Distyliopsis laurifolia ingår i släktet Distyliopsis och familjen trollhasselfamiljen. Inga underarter finns listade i Catalogue of Life.